# 瓦爾特SP22運動手槍
瓦爾特SP22（德語：Walther SP22）是一款由德国槍械製造商卡尔·瓦尔特运动枪有限公司所研製和生產，並且在美國由史密斯威森所發售的模塊化、專為運動和比賽射擊用途而設計的半自動運動手槍，發射.22 LR口徑手枪子彈。

## 概述
SP22由复合材料機匣、铝製外殼和全钢製內部組件所製成。瓦尔特有四款不同型號的SP22：SP22 M1、SP22 M2、SP22 M3和SP22 M4，以及用於定制的多個附件。

## 型號

### SP22 M1
該手槍的基本版本為SP22 M1。M1配備一根4英寸（101.60）標準槍管，可調節式钢製瞄準具，以及配有可調式扳機限位器的兩道火扳機。

### SP22 M2
M2型號裝有加長的6英寸（152.40）槍管，以提高槍口初速和準確性。 

### SP22 M3
M3型號配備了6英寸（152.40）比賽等級槍管以及可調節的比賽等級扳機。它還在外殼的頂部和下方具有可移動的皮卡汀尼樣式導軌界面系統。M3還配備了更大型的聚合物握把和快速釋放的彈匣扣。

### SP22 M4
M4型號保留了與M3相同的標準功能，只是換裝了具有手扶的輪廓可調節式木製握把，以及取消了皮卡汀尼樣式導軌界面系統。

## 圖集

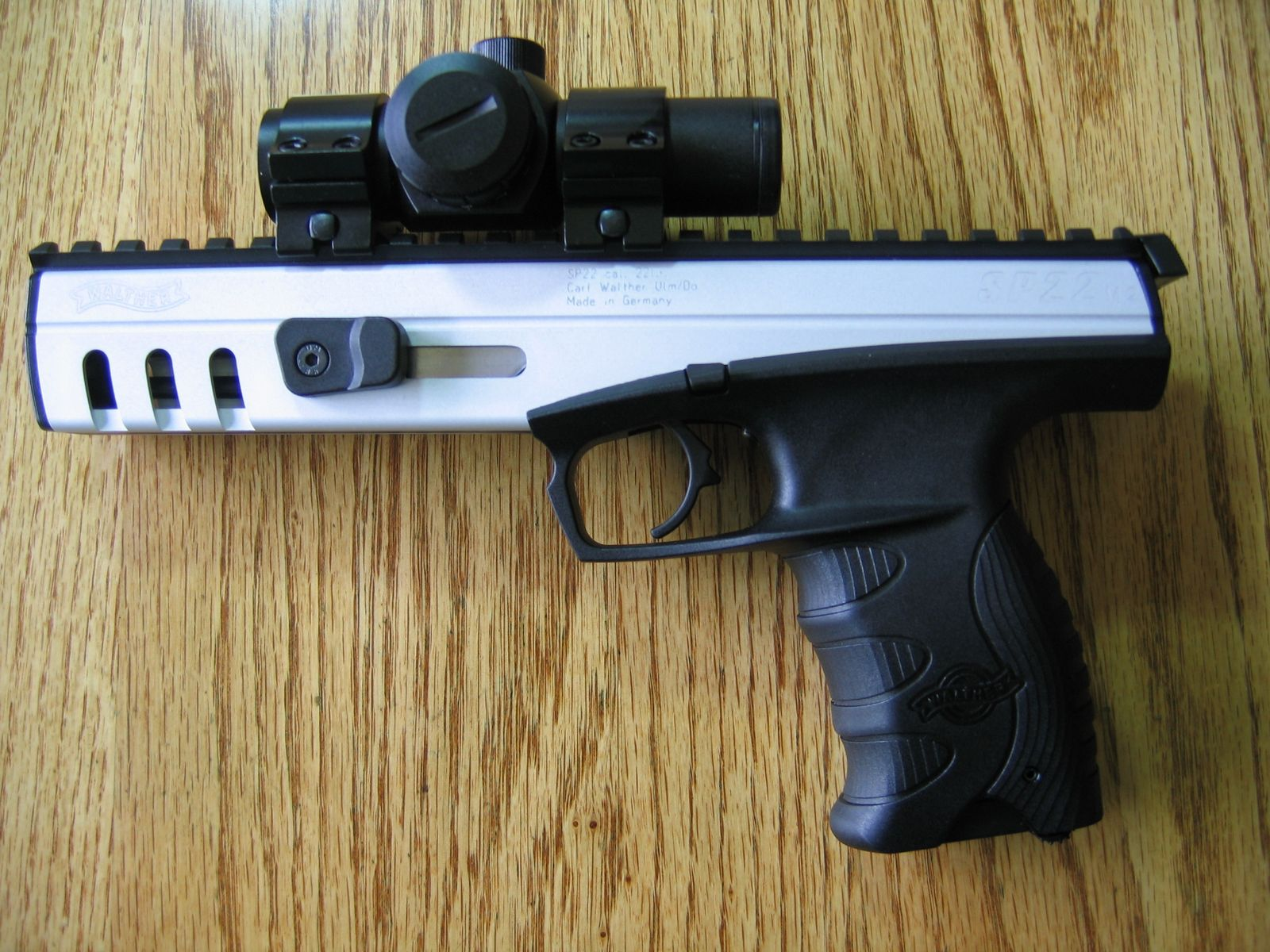
頂部裝有瞄準鏡的瓦爾特SP22
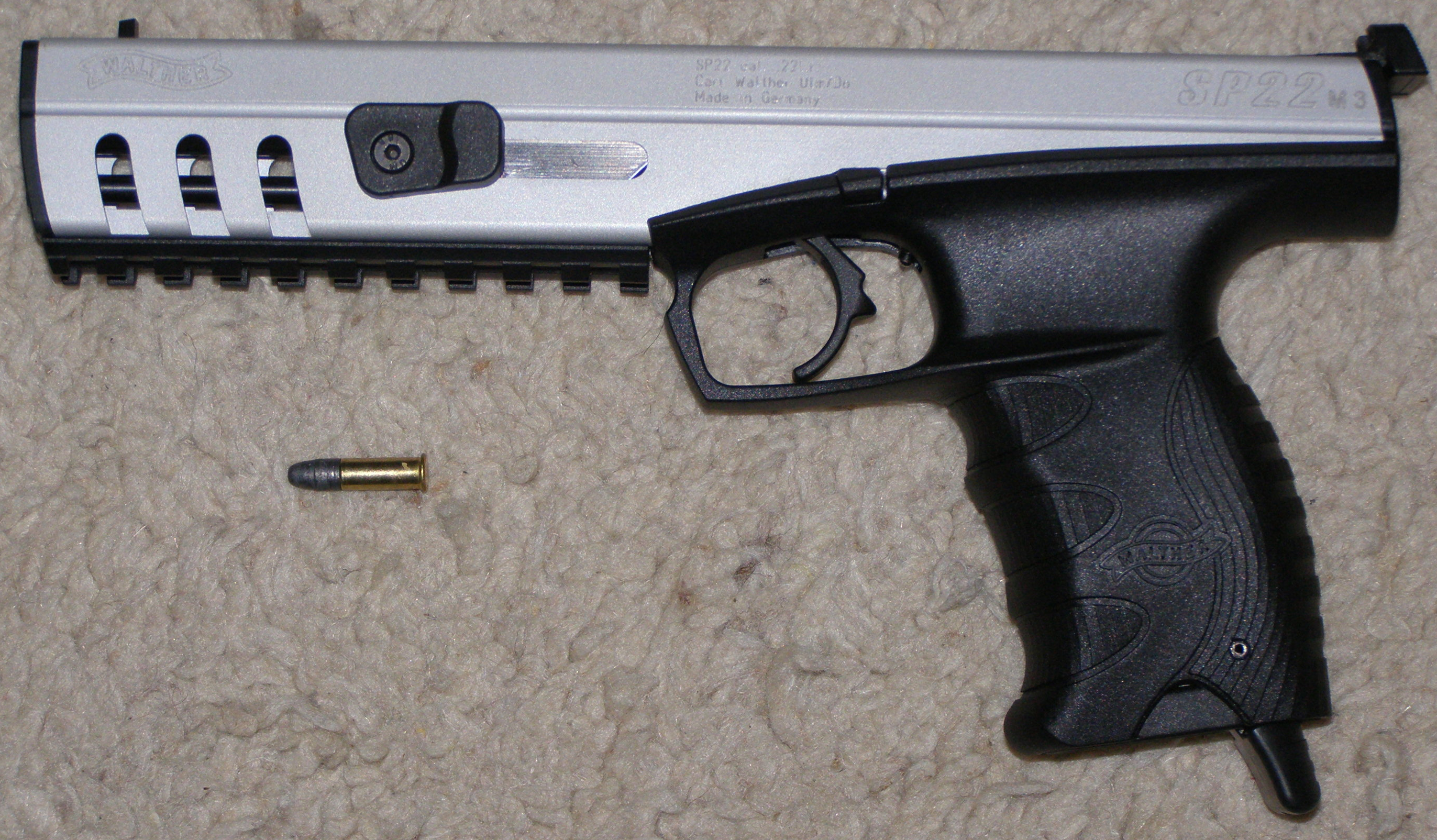
瓦爾特SP22 M3與一發.22 LR子彈

## 資料來源
1. 1 2 3 4 5 6 7  . Smith & Wesson.   [19 December 2012]. （原始内容存档于2015-09-24）.
2. 1 2 3 4 5 6  . Smith & Wesson.   [19 December 2012]. （原始内容存档于2016-03-06）.
3. 1 2 3 4 5 6  . Smith & Wesson.   [19 December 2012]. （原始内容存档于2015-09-24）.
4. 1 2 3 4 5 6  . Smith & Wesson.   [19 December 2012]. （原始内容存档于2016-03-06）.
5. ↑   (PDF). WaltherAmerica.com.   [12 Dec 2012]. （原始内容存档 (PDF)于2011-06-26）.

## 外部連結
- （英文）—Walther.com SP22 （页面存档备份，存于）